# ساكن المروج
ساكن المروج (الاسم العلمي: Chortoicetes)، جنس حشرات من مستقيمات الأجنحة وفصيلة الجرادية. أنواعه 22. أشدها أذيةً هو جراد أستراليا الوبائي (Chortoicetes terminifera).